# Domingo Record
Domingo Record foi uma revista eletrônica dominical, produzida pela New Vision e exibida pela Record de 25 de agosto de 2024 a 29 de dezembro de 2024, sendo apresentada por Rachel Sheherazade.

## História
Em uma tentativa de elevar sua audiência aos domingos, quando a emissora não é vice-líder (exceto com transmissões de futebol), a Record estudou um formato de programa no estilo do extinto Tudo a Ver na faixa das 12h. A emissora anunciou, então, a estreia de um novo programa nesta faixa, chamado Domingo Record. O nome havia sido o título provisório do atual Domingo Espetacular. Foi anunciado que a apresentadora da revista eletrônica seria a jornalista Rachel Sheherazade, que já havia apresentado a segunda temporada de A Grande Conquista e participado de A Fazenda.
A estreia do programa foi marcada para o dia 18 de agosto de 2024, às 12h30. No entanto, em 17 de agosto, Silvio Santos faleceu. Em respeito à perda do ex-proprietário do SBT, a estreia foi adiada para 25 de agosto daquele ano.
Nos meses seguintes, o programa teve baixos índices de audiência, o que desagradou a emissora, chegando a ser até ameaçada pela Band. Em dezembro de 2024, a emissora anunciou a extinção do programa e também a saída de Rachel Sheherazade da emissora.

## Audiência
Na estreia do programa, exibido das 12h30 às 14h21, obteve 3,5 pontos, contra 8,1 do SBT, que exibia o Domingo Legal, e 12,3 da TV Globo, tendo uma das piores estreias da emissora num domingo, e registrando menos audiência que a atração anterior, o seriado Eu, a Patroa e as Crianças, que obteve 5,1 pontos.
No segundo programa, a audiência caiu para 2,7 pontos. O programa manteve uma média de 2 a 3 pontos, às vezes marcando até 1 ponto, bem abaixo do esperado pela emissora.
Bateu recorde negativo no dia 1° de dezembro de 2024, marcando apenas 2,1 pontos.
A última edição do programa, exibida no dia 29 de dezembro de 2024, obteve 3,1 pontos.